# Argyrosomus beccus
Argyrosomus beccus is een  straalvinnige vissensoort uit de familie van ombervissen (Sciaenidae). De wetenschappelijke naam van de soort is voor het eerst geldig gepubliceerd in 1994 door Sasaki.